# Hallucigenia
Hallucigenia là một chi động vật đã tuyệt chủng được phát hiện thấy dưới dạng hóa thạch ở các kiến tạo giữa kỷ Cambri, Burgess Shale ở khu vực British Columbia, Canada. Chúng đã được đặt tên bởi Simon Conway Morris khi ông kiểm tra lại chi Burgess Shale của Charles Walcott vào năm 1979.

## Hình ảnh

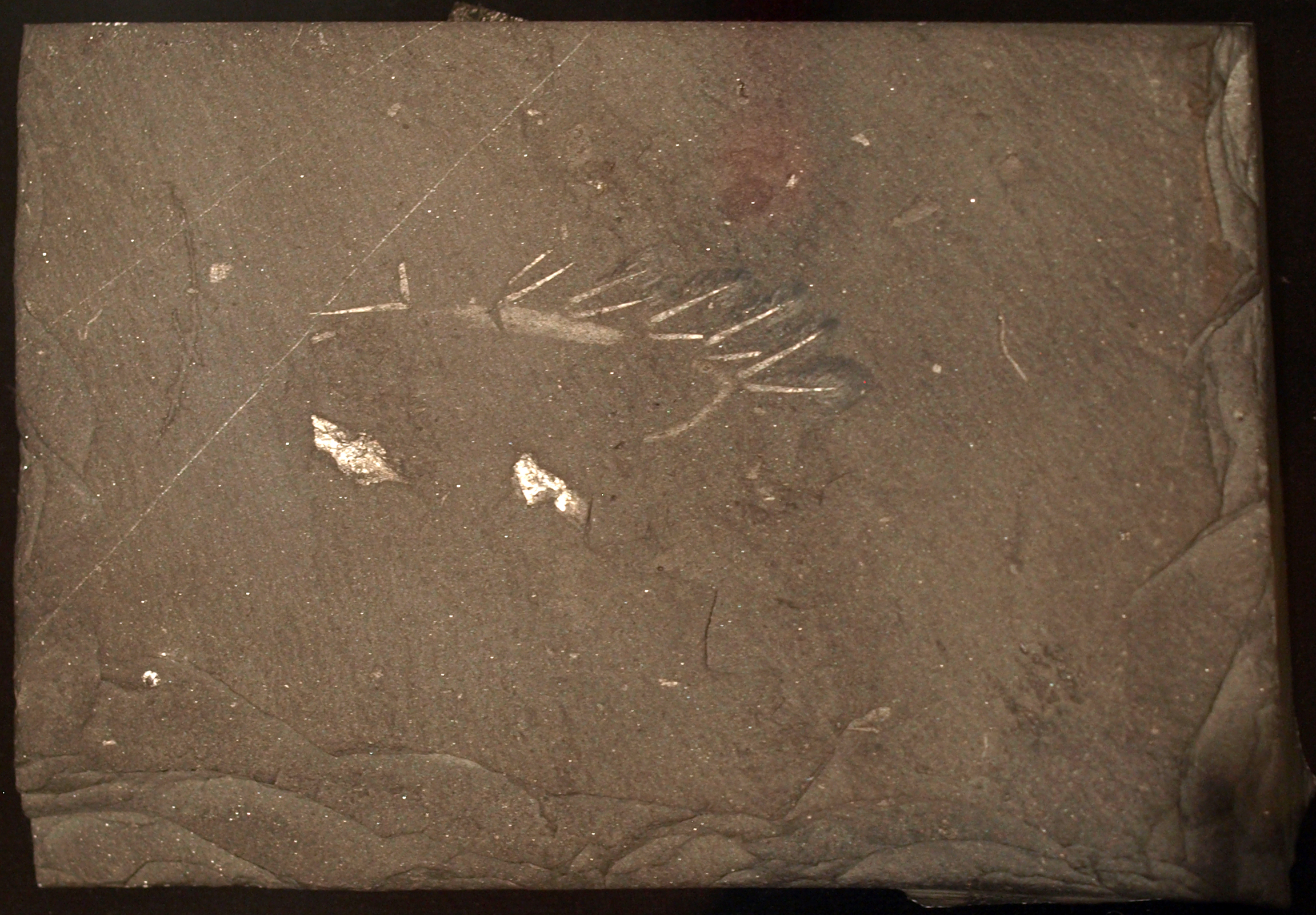
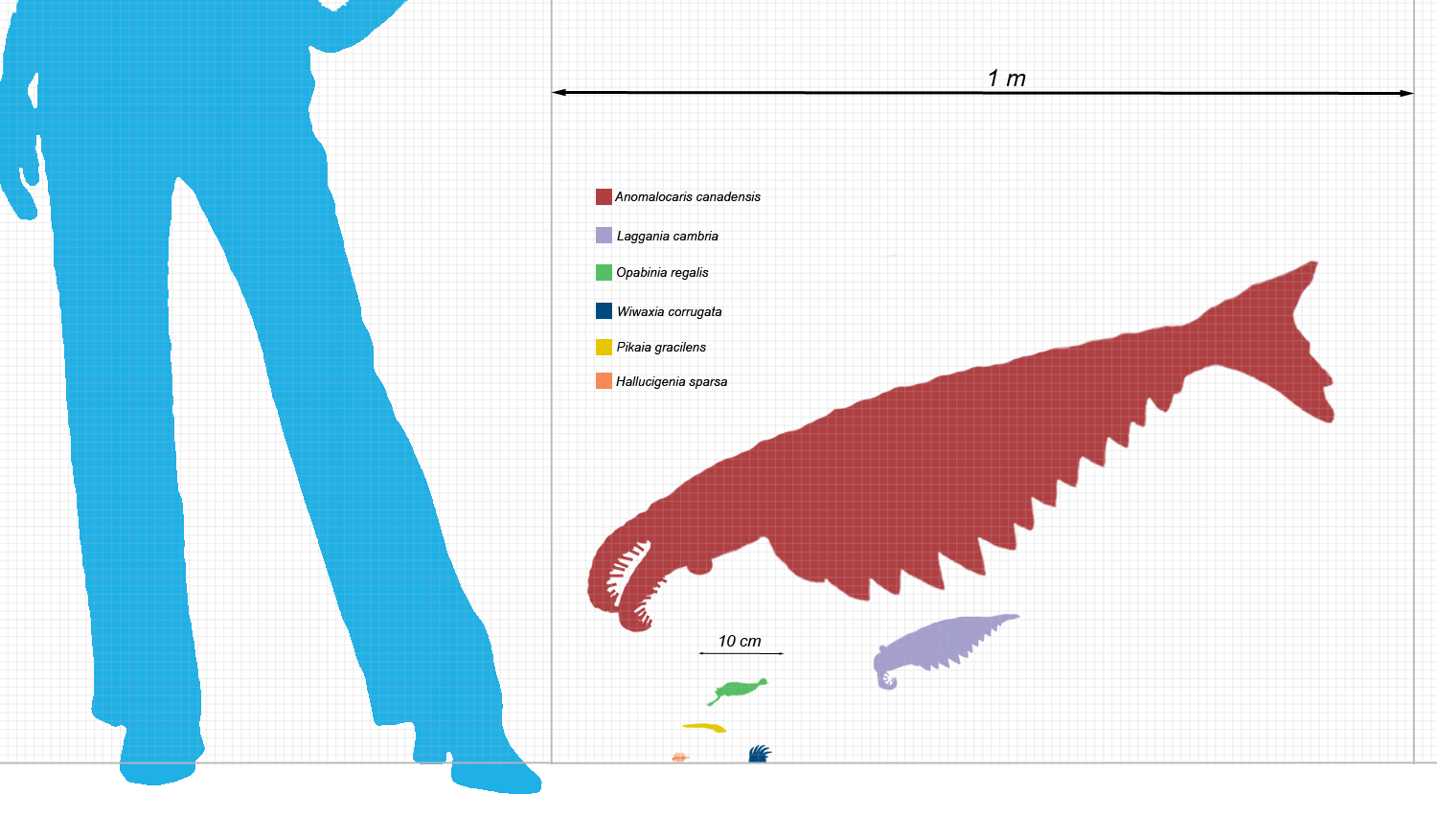
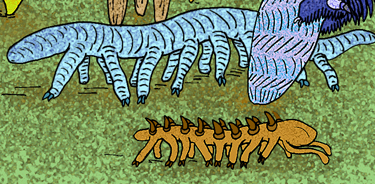
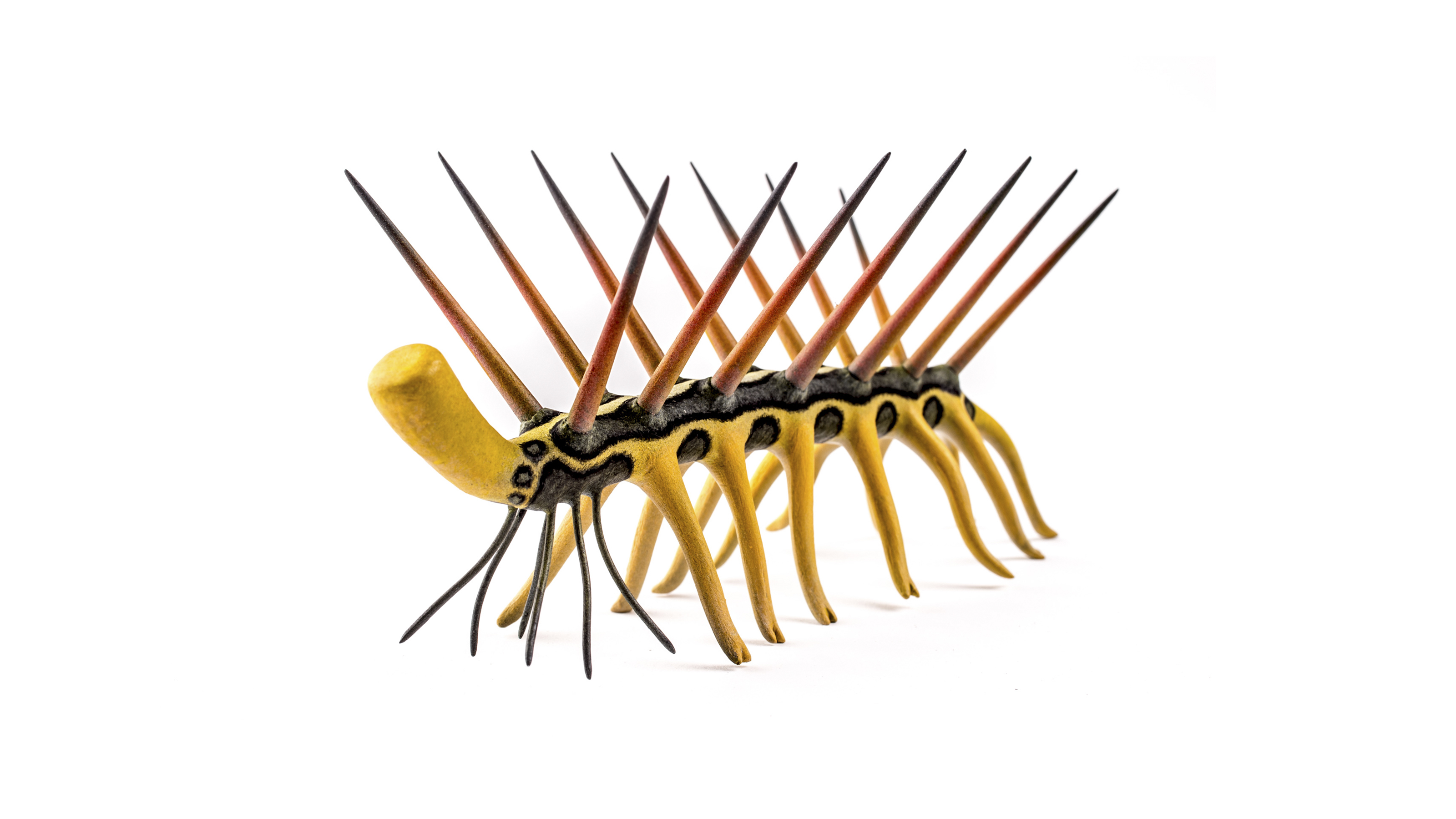
Hallucigenia sparsa

## Liên kết
- Hallucigenia